# Putumayo (rivier)
De Putumayo (Spaans: Río Putumayo) of de Içá (Portugees: Rio Içá) is een van de zijrivieren van de Amazone. De rivier loopt door Colombia, Ecuador, Peru en Brazilië. Het Braziliaanse deel van de rivier wordt Içá genoemd. De totale lengte is ongeveer 1.575 kilometer.
Over de rivier vindt veel transport plaats.

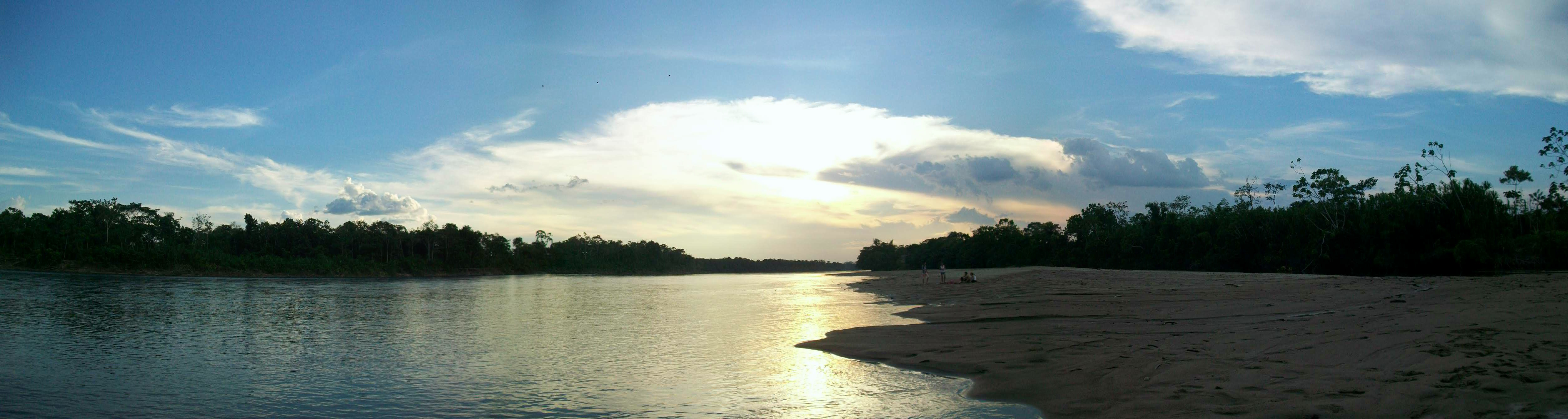
Zonsondergang boven de Putumayo, bij Puerto Asís